# Jacob Hollatz
Jacob Hollatz  (* 11. November 1998) ist ein ehemaliger deutscher Basketballspieler.

## Laufbahn
Hollatz wurde zunächst in der Jugendabteilung seines Heimatvereins BG Harburg Hittfeld ausgebildet, in der Saison 2013/14 wurde er als bester Verteidiger der Jugend-Basketball-Bundesliga ausgezeichnet. 2014 wechselte er an die Baskets Akademie Weser-Ems, die Nachwuchsschmiede des Bundesligisten EWE Baskets Oldenburg. Er wurde in Oldenburgs Mannschaft in der Nachwuchs-Basketball-Bundesliga eingesetzt und ab dem Spieljahr 2015/16 darüber hinaus in der Ausbildungsmannschaft der Niedersachsen in der 2. Bundesliga ProB. Anfang April 2019 gab er im Spiel gegen die BG Göttingen seinen Einstand für Oldenburg in der Basketball-Bundesliga.
In der Sommerpause 2021 wechselte er zum SC Rist Wedel in die 2. Bundesliga ProB und wurde gleichzeitig im Nachwuchs des Bundesligisten Hamburg Towers als Trainer für Athletik und Leistungsoptimierung tätig. Hollatz verließ Rist Wedel nach der Saison 2021/22. Als Athletiktrainer wurde er 2023 auch Mitglied des Stabes der deutschen U18-Nationalmannschaft. Im Sommer 2024 wurde Hollatz bei den Hamburg Towers ins Amt des Assistenztrainers befördert.

### Nationalmannschaft
2018 bestritt Hollatz Länderspiele für die deutsche U20-Nationalmannschaft.

### Persönliches
Hollatz jüngerer Bruder Justus schlug ebenfalls eine Leistungsbasketballlaufbahn ein, mit seinem älteren Bruder Joshua spielte Jacob in der Jugend teils in einer Mannschaft.